# Johansonia guazumae
Johansonia guazumae är en svampart som beskrevs av Henn. 1904. Johansonia guazumae ingår i släktet Johansonia och familjen Saccardiaceae.   Inga underarter finns listade i Catalogue of Life.